# Tiniteqilaaq
Tiniteqilaaq (o Tiniteqilâq) è un piccolo villaggio della Groenlandia di 148 abitanti (gennaio 2005); è situato nel comune di Sermersooq. Come molti degli insediamenti groenlandesi, non si può dire con esattezza quando fu fondato, ma si considera il 1923 (anno della prima registrazione ufficiale del villaggio) come anno di fondazione. Pesca e caccia danno i maggiori introiti: salmoni, orsi polari e foche sono le specie più comuni.